# Карм'яно
Карм'яно (італ. Carmiano, сиц. Carmianu) — муніципалітет в Італії, у регіоні Апулія, провінція Лечче.
Карм'яно розташований на відстані близько 500 км на схід від Рима, 135 км на південний схід від Барі, 11 км на захід від Лечче.
Населення — 12 208 осіб (2014).
Щорічний фестиваль відбувається 17 серпня. Покровитель — Madonna Nostra.

## Демографія
Населення за роками:

Станом на 1 січня 2023 року в муніципалітеті офіційно проживали 364 іноземці з 45 країн, серед них 84 громадяни країн Євросоюзу та 1 громадянин України.

## Сусідні муніципалітети
- Арнезано
- Леверано
- Новолі
- Вельє